# Dun Troddan
Dun Troddan är en fornlämning i kommunen Highland i Skottland. Den är en så kallad broch och antas ha anlagts under järnåldern, vilket i Storbritannien motsvarar perioden 800 f.Kr. till 200 e.Kr. 
Dun Troddan ligger 57 meter över havet och terrängen runt platsen är huvudsakligen kuperad. Trakten runt Dun Troddan är nära nog obefolkad, med mindre än två invånare per kvadratkilometer. Närmaste större samhälle är Glenelg, 3 km nordväst om Dun Troddan. I omgivningarna runt Dun Troddan växer i huvudsak blandskog.